# White Lick Creek (White River)
Der White Lick Creek ist ein Fluss im US-Bundesstaat Indiana.
Er entspringt in der Nähe der Kleinstadt Fayette und fließt von Boone County über Hendricks County bis Morgan County, wo er bei Centerton in den White River mündet.
In der Vergangenheit besaß der Fluss verschiedene Namen: East Lick Creek, White Lick River, Whitelick Creek und Whitelick River.